# 本·福希
本·福希（英語：Ben Fouhy，1979年3月4日—），新西兰男子皮划艇运动员。他曾代表新西兰参加2004年、2008年和2012年夏季奥林匹克运动会皮划艇比赛，其中2004年奥运会获得一枚银牌。